# De levande
De levande (engelska originalets titel: We the Living) är en roman av Ayn Rand från 1936. En något omarbetad version utkom 1959. En svensk utgåva av boken kom 1977, översatt av Inge R.L. Larsson. I februari 2019 utkom en ny svensk utgåva, i en ny översättning av Tom Sköld. Bokens tema är "individen mot staten" och handlar om tre personers öde under det tidiga 1920-talet i Sovjetunionen.

## Film
År 1942 gjordes en filmatisering av De levande i Italien utan författarinnans vetskap. Filmen gjordes i två delar: Noi vivi och Addio, Kira. Huvudrollen som Kira Argounova gjordes av Alida Valli. Denna film gjorde succé i Italien, men förbjöds senare av Mussolini, eftersom det snart framgick att filmen kritiserade totalitär diktatur i alla dess former, och alltså inte exklusivt den sovjetiska kommunismen.
Noi vivi och Addio, Kira klipptes senare om, med författarinnans godkännande, och släpptes 1986 under titeln We The Living och gavs ut på DVD i USA 2009.